# そばへ
『そばへ』は、2019年3月7日より丸井グループが公開している短編Webアニメーション。
2019年7月19日より、"天気"繋がりとして映画『天気の子』の上映前に、シネマ広告として劇場公開された。
タイトルである「そばへ」には、「日照雨（そばえ）」や「傘が持ち主の『そばへ』返ってくる」という意味、「戯う（そばう）」という戯れを意味する言葉などが掛かっており、雨の中で遊んでいる様子が表現されている。

## 登場人物
統（おさむ）
高校3年の男子生徒。野球部を引退し、受験勉強に取り組んでいる。雨が苦手。
紗友（さゆ）
声 - 福原遥
高校3年の女子生徒。雨が好きで、統に傘をプレゼントする。
妖精
統が落とした傘の妖精。
まっちゃ
緑色の猫。雨が苦手。

## 製作
| 企画                  | 東宝               |
| 開発                  | プロジェクト       |
| 監督                  | 石井俊匡           |
| 助監督                | 澤村ちひろ         |
| コンセプトアート      | 長砂賀洋           |
| キャラクターデザイン  | 秦綾子             |
| CGディレクター        | 井野元英二         |
| VFXアートディレクター | 山本健介           |
| 美術監督              | 赤木寿子           |
| 色彩設計              | 三笠修             |
| 撮影監督              | 斉藤寛             |
| 編集                  | 瀧川三智           |
| 音楽                  | 牛尾憲輔           |
| プロデューサー        | 武井克弘、和氣澄賢 |
| 制作                  | オレンジ           |
| 製作                  | 丸井グループ       |

### 企画・スタッフィング
2018年7月ごろ、丸井グループが新作アニメーションを製作するためコンペティションを開催することになり、その中の1社として東宝にも声が掛かった。そこで、東宝のプロデューサーである武井克弘が、『宝石の国』で親交のあったオレンジのプロデューサーである和氣澄賢を希望。和氣が、監督として石井俊匡を選んだ。
丸井側は「インクルージョン」というテーマを提示しており、「誰も置き去りにしないことだ」という説明を受けて武井・和氣・石井で企画を出し合い、「雨」というテーマが生まれた。その後、企画書をまとめ、8月ごろに制作が決定した。
その後、コンセプトアートとして長砂賀洋が参加。映像表現に上限ができることを避けるため、細かい設定を決める前にコンセプトアートを作成し、作品の目指す方向を定めた。

### 制作
「雨」というテーマについては和氣が提案し、子供のころに置き去りにしてしまった雨を楽しむ気持ちを思い出すことが「インクルージョン」につながるとしている。また、石井は、ビニール傘越しに外を見たら世界が変わって見えたことからインスピレーションを得たと語っている。
ポイントとなる部分だけを分かりやすく、その他は見る人に委ねられる作りになっており、最初の雨の陰鬱さとラストカットの綺麗さの対比が一番の特徴となっている。
また、音楽に合わせ、中盤の夜明けシーンを、より神秘的に描くなどの変更を加えている。
猫のまっちゃ以外のキャラクターはモーションキャプチャーが使用されている。

## 音楽
音楽は牛尾憲輔が担当。
「インクルージョン」の持つ「内包する」というイメージから、雨のひとつひとつを楽器と捉えてメロディを内包しており、雨粒が集まって総体をなす音楽になっている。また、福原遥の声が楽器として取り入れられている。
YouTubeでの配信がメインであることから、パソコンやスマートフォンでは低音が聞きづらいことを意識したうえで作曲している一方、映画館で視聴した際は低音が聞こえるという作りになっている。